# Merry-sur-Yonne
Pour les articles homonymes, voir Merry.
Merry-sur-Yonne est une commune française située dans le département de l'Yonne en région Bourgogne-Franche-Comté.

## Géographie

### Localisation
Merry-sur-Yonne est une commune française située dans le sud du département de l'Yonne, à 33 km au sud de sa préfecture Auxerre par la D606 et le département de la Nièvre à seulement 6 km à l'est (commune de Surgy).
Avallon est à 27 km au sud-est, Dijon à 137 km aussi au sud-est et Paris à environ 203 km au nord-ouest.
Le parc naturel régional du Morvan commence à 10 km à vol d'oiseau au sud-est de Merry-sur-Yonne, avec Asquins.

### Description, hydrographie
Merry-sur-Yonne se situe dans la vallée de l'Yonne, affluent de la Seine, en rive gauche (côté ouest) de la rivière. Dans la région, l'Yonne coule généralement du sud au nord mais elle s'est creusé un méandre convexe à droite au niveau du bourg.
La largeur du lit majeur, donc de la plaine du fond de vallée, avoisine les 350 m de large pour environ 127 m d'altitude ; le bourg est à peine 10 m plus haut, à 135 m d'altitude moyenne.
Le fond de vallée est également occupé par le canal du Nivernais, qui partage occasionnellement le lit de l'Yonne. Il est bordé par de hautes falaises culminant à environ 190 m d'altitude, dont les fameux rochers du Saussois en rive droite de l'Yonne.

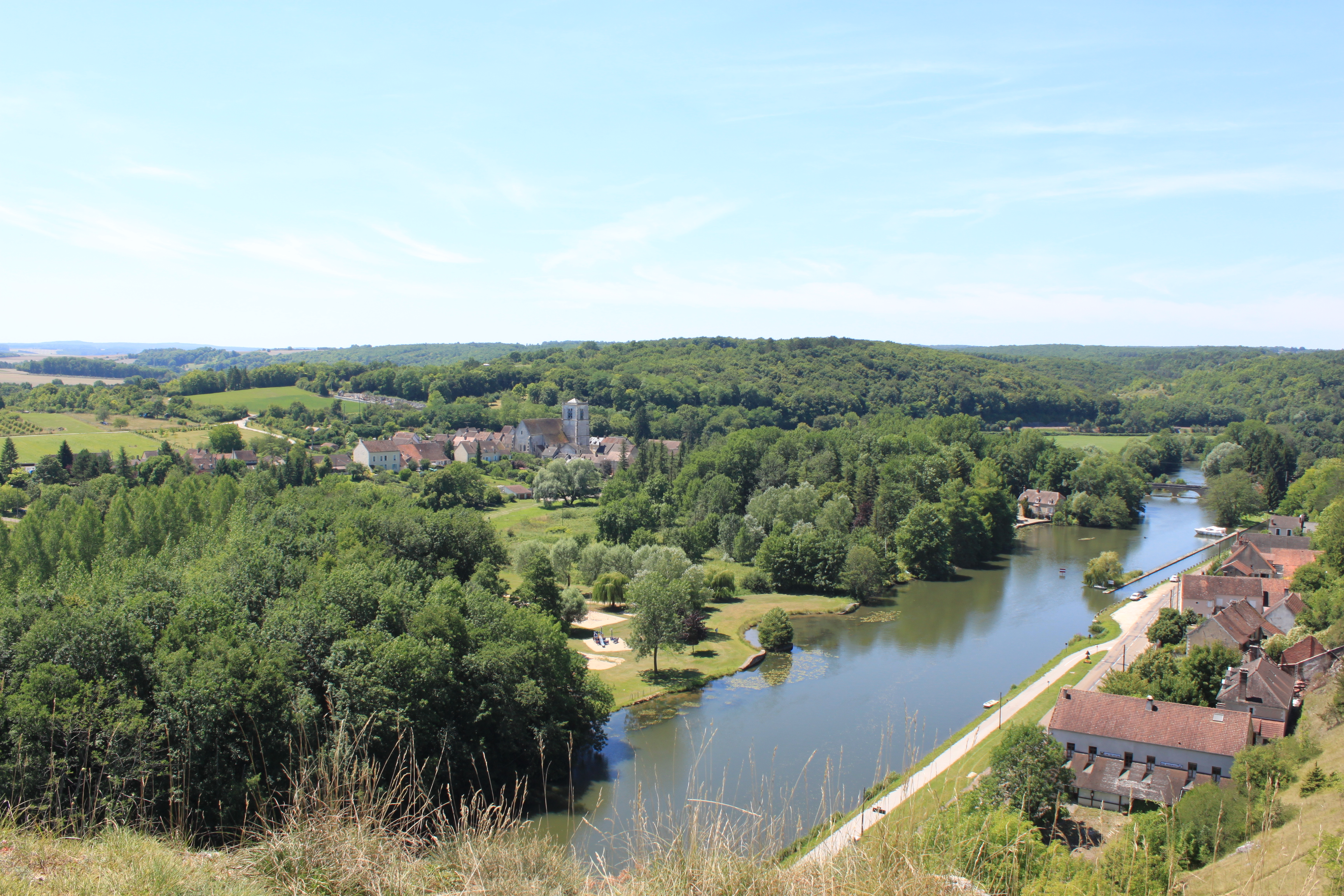
Vue N-E depuis le haut des rochers du Saussois. Merry est au fond, le hameau le Saussois est à droite en rive droite.

La commune inclut plusieurs grottes, dont la grotte de Rechimet, la grotte de la Grande Planchette, le Cachot de Ravereau et la grotte de la Roche aux Loup, toutes quatre explorées par le spéléo-club de Chablis. Plusieurs de ces grottes sont des sites préhistoriques.

### Transports
La route départementale D100 traverse la commune du nord au sud, allant de la D606 à côté de Vincelles (17 km au nord) vers Vézelay (22 km au sud).
Les deux grandes routes les plus proches sont la D606 à l'est, dont les accès les plus proches sont à Arcy-sur-Cure (13 km), Saint-Moré et Voutenay-sur-Cure (16 km) ; et la N151 qui passe à Coulanges-sur-Yonne à l'ouest.
L'autoroute la plus proche est la A6, avec la sortie no 21 « Nitry » à 30 km au nord-est et la sortie no 22 « Avallon » à 34 km au sud-est.

### Hameaux
D'une superficie totale de 2 366 hectares, la commune compte plusieurs hameaux en sus du bourg.

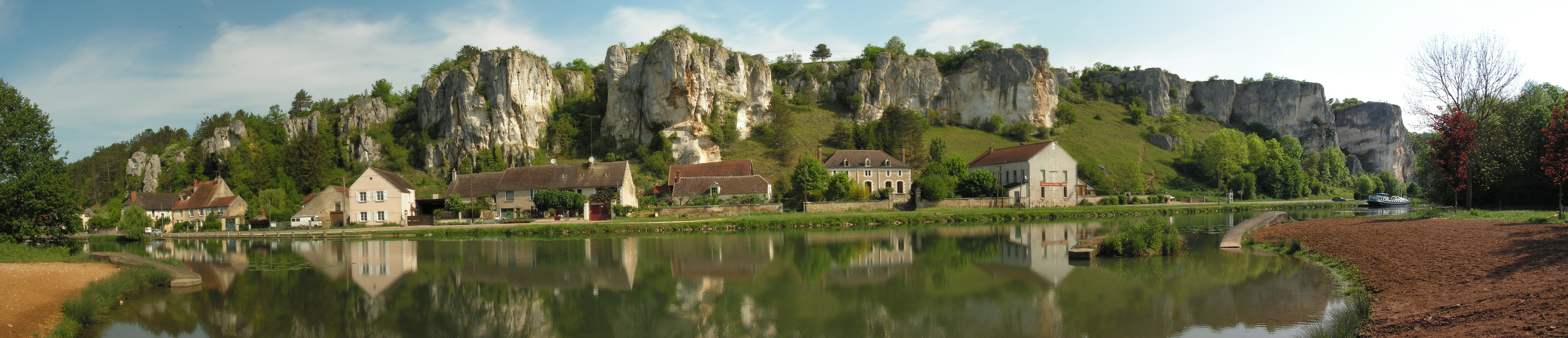
Les rochers du Saussois et l'Yonne, vus depuis la plage de Merry

Les hameaux à proximité immédiate de Merry (moins de 1,5 km à vol d'oiseau) sont :
- le Saussois, au nord-est du bourg en rive droite de l'Yonne, renommé pour son site d'escalade auquel il donne son nom, l'ensemble de falaises calcaires des « rochers du Saussois » ;
- le Vieux Moulin au nord en bord de rivière ;
- la ferme des Vignes juste en face du Vieux Moulin, de l'autre côté de la rivière mais sur le plateau ;
- le château de la Tour, sur la falaise au sud-ouest du bourg, n'est constitué que du bâtiment éponyme ;
- la Rotisserie au nord-ouest, un ensemble de maisons en habitat dispersé à faible densité, sur le haut d'une falaise taillée par un ancien petit affluent de l'yonne.

Plus loin sur la commune se trouvent :
- la Rippe, en direction de Mailly-le-Château au nord, domine l'écluse de Ravereau depuis le haut de la falaise en rive gauche de l'Yonne ;
- ravereau au nord-est ;
- le Bois du Fourneau, la Croix-Ramonet et les Blonderies à l'est sur la route d'Avallon (D130) ;
- Magny (sur la D217) et Château Saint-Marc (sur la D321), au sud-est de Merry ;
- les Maisons, à l'ouest du bourg, jouxte la limite de communes avec celle de Mailly-le-Château[2].

### Climat
Pour des articles plus généraux, voir Climat de la Bourgogne-Franche-Comté et Climat de l'Yonne.
En 2010, le climat de la commune est de type climat océanique dégradé des plaines du Centre et du Nord, selon une étude du Centre national de la recherche scientifique s'appuyant sur une série de données couvrant la période 1971-2000. En 2020, Météo-France publie une typologie des climats de la France métropolitaine dans laquelle la commune est exposée à un climat océanique altéré et est dans une zone de transition entre les régions climatiques « Lorraine, plateau de Langres, Morvan » et « Centre et contreforts nord du Massif Central ». 
Pour la période 1971-2000, la température annuelle moyenne est de 10,9 °C, avec une amplitude thermique annuelle de 15,5 °C. Le cumul annuel moyen de précipitations est de 702 mm, avec 11,4 jours de précipitations en janvier et 7,5 jours en juillet. Pour la période 1991-2020, la température moyenne annuelle observée sur la station météorologique installée sur la commune est de 11,5 °C et le cumul annuel moyen de précipitations est de 776,9 mm. 
La température maximale relevée sur cette station est de 40,7 °C, atteinte le 7 août 2003 ; la température minimale est de −22 °C, atteinte le 16 janvier 1985,,. 
| Mois                                  | jan.            | fév.             | mars            | avril           | mai           | juin           | jui.         | août          | sep.         | oct.            | nov.             | déc.             | année     |
| ------------------------------------- | --------------- | ---------------- | --------------- | --------------- | ------------- | -------------- | ------------ | ------------- | ------------ | --------------- | ---------------- | ---------------- | --------- |
| Température minimale moyenne (°C)     | 0,8             | 0,7              | 2,9             | 5               | 8,6           | 11,9           | 13,8         | 13,7          | 10,2         | 7,8             | 4                | 1,6              | 6,8       |
| Température moyenne (°C)              | 3,7             | 4,4              | 7,7             | 10,5            | 14,2          | 17,8           | 20,1         | 20            | 15,9         | 12,1            | 7,2              | 4,4              | 11,5      |
| Température maximale moyenne (°C)     | 6,5             | 8                | 12,4            | 16              | 19,8          | 23,7           | 26,4         | 26,2          | 21,6         | 16,4            | 10,5             | 7,1              | 16,2      |
| Record de froid (°C) date du record   | −22 16.01.1985  | −15,5 10.02.1986 | −13,9 01.03.05  | −5,5 12.04.1986 | −2 15.05.1995 | 1,6 17.06.1972 | 4 04.07.1968 | 3 31.08.1986  | 0 30.09.1995 | −4,5 30.10.1997 | −10,5 24.11.1998 | −12,5 30.12.1996 | −22 1985  |
| Record de chaleur (°C) date du record | 16,5 30.01.1967 | 20,8 23.02.1990  | 26,5 30.03.1989 | 28,9 25.04.07   | 33 15.05.1992 | 40 29.06.19    | 40 31.07.20  | 40,7 07.08.03 | 34 14.09.20  | 29,8 01.10.1985 | 22,3 07.11.15    | 18 14.12.1989    | 40,7 2003 |
| Précipitations (mm)                   | 63,2            | 55,5             | 55,3            | 64,7            | 72,2          | 63,5           | 59,7         | 56,5          | 57,6         | 77,8            | 74,6             | 76,3             | 776,9     |

| Diagramme climatique                                  |          |             |         |             |              |              |              |              |             |           |            |
| J                                                     | F        | M           | A       | M           | J            | J            | A            | S            | O           | N         | D          |
| 6,50,863,2                                            | 80,755,5 | 12,42,955,3 | 16564,7 | 19,88,672,2 | 23,711,963,5 | 26,413,859,7 | 26,213,756,5 | 21,610,257,6 | 16,47,877,8 | 10,5474,6 | 7,11,676,3 |
| Moyennes : • Temp. maxi et mini °C • Précipitation mm |          |             |         |             |              |              |              |              |             |           |            |

Les paramètres climatiques de la commune ont été estimés pour le milieu du siècle (2041-2070) selon différents scénarios d'émission de gaz à effet de serre à partir des nouvelles projections climatiques de référence DRIAS-2020. Ils sont consultables sur un site dédié publié par Météo-France en novembre 2022.

## Urbanisme

### Typologie
Au 1er janvier 2024, Merry-sur-Yonne est catégorisée commune rurale à habitat très dispersé, selon la nouvelle grille communale de densité à sept niveaux définie par l'Insee en 2022.
Elle est située hors unité urbaine et hors attraction des villes,.

## Histoire

### Préhistoire et protohistoire
En 1850, deux haches de pierre ont été trouvées dans le lit de l'Yonne au pertuis de Magny. L'une, de 15 à 20 cm, est en silex ; l'autre, de 10 cm de long, est en porphyre.
La grotte de la Roche au Loup (Merry-sur-Yonne) sur Merry est un site du bronze final III,. Mais elle a aussi été occupée longtemps avant cette période. Entre autres objets plus anciens, y a été retrouvé un grattoir daté du Châtelperronien (environ -38 000 à −32 000 ans avant le présent), fait d'un fossile d'oursin taillé dont F. Poplin précise qu'il a été rapporté sur une grande distance, que ce fossile « ne faisait qu'un médiocre galet de matière première », et que son choix procède plus vraisemblablement d'une sensibilité psychologique « aux formes, à la matière, aux couleurs, sens de la découverte, de l'appropriation... ». Cet oursin faisait partie du genre (disparu) des Micraster, datant du Crétacé.

### Époque gallo-romaine
À l'occasion d'un travail sur des déblais sur la route départementale D20 qui longe la rivière sous les rochers du Saussois, un grand nombre de monnaies romaines ont été mises au jour, datant des empereurs Tétricus et Gallien. Tout près de là a été trouvée une statuette de Mercure en bronze de 15 à 20 cm de hauteur,.

### Moyen Âge
Des cercueils en pierre ont été découverts sur le tracé de la route départementale 20, à la croisée de deux anciens chemins.
Le château de la Tour est construit au XIIIe siècle. Déjà au XIXe siècle il était en grande partie en ruines.

### Héraldique
| Blason de Merry-sur-Yonne | Blason  | De gueules à trois fleur de lys florencées d'or. |
| Blason de Merry-sur-Yonne | Détails | Présent sur les plaques de rue.                  |

## Économie
Commune rurale, l'agriculture représente une part importante de son activité économique.
L'activité touristique de la commune provient principalement du site d'escalade des rochers du Saussois ainsi que du passage de bateaux de plaisance sur l'Yonne et le canal du Nivernais.
Aussi, il existe principalement trois entreprises de services dans la commune : deux comptant de 1 à 9 salariés et une comptant plus de 10 salariés.

## Politique et administration

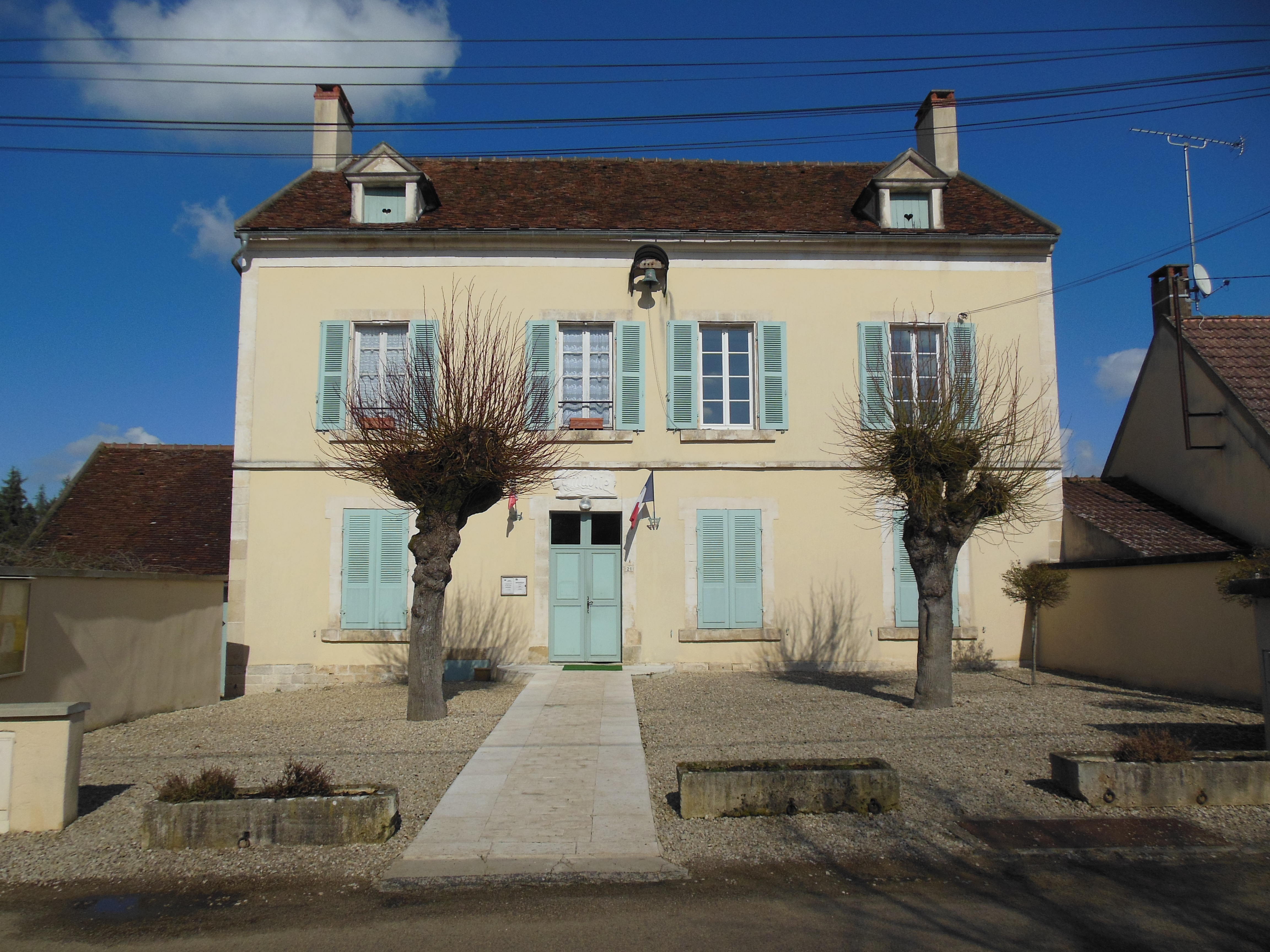
Mairie

### Administration locale
La commune de Merry-sur-Yonne comptant entre cent et cinq cents habitants, elle est dirigée par 11 conseillers municipaux. Pour le mandat 2014-2020, le maire de Merry-sur-Yonne est Bruno Jurien de La Gravière et ses deux adjoints sont Françoise Pigneur et Jean-Paul Sautreau. Pour le mandat 2020-2026, le maire est de nouveau Bruno Jurien de La Gravière, et ses deux adjoints sont Franck Thévenot et Bertrand du Passage.
De plus, Merry-sur-Yonne faisait partie de la communauté de communes de Forterre-Val d'Yonne, dont le siège se trouvait à Molesmes jusqu'au 1er janvier 2017, date à laquelle Merry-sur-Yonne a rejoint la communauté de commune d'Avallon-Vézelay-Morvan.
Enfin, la commune dépend du canton de Joux-la-Ville, dont les conseillers départementaux sont Colette Lerman et André Villiers, ce dernier étant également le président du Conseil départemental de l'Yonne.
| Période                                | Période                                | Identité                    | Étiquette | Qualité |
| -------------------------------------- | -------------------------------------- | --------------------------- | --------- | ------- |
| 17 mai 1793 (28 Floréal de l'an II )   | 18 juin 1794 (30 Prairial de l'an II)  | M. Garreau                  |           |         |
| 18 juin 1794 (30 Prairial de l'an II)  | 22 août 1795 (5 Fructidor de l'an III) | Jean Jolly                  |           |         |
| 22 août 1795 (5 Fructidor de l'an III) | 20 mars 1798 (30 Ventôse de l'an VI)   | M. Dumarest                 |           |         |
| 20 mars 1798 (30 Ventôse de l'an VI)   | 24 décembre 1812                       | M. Guitton                  |           |         |
| 24 décembre 1812                       | 15 mai 1813                            | M. Davigneau                |           |         |
| 15 mai 1813                            | 10 mai 1816                            | M. Cottard                  |           |         |
| 10 mai 1816                            | 20 mai 1821                            | M. Guitton                  |           |         |
| 20 mai 1821                            | 01 novembre 1830                       | M. Robinet de Malleville    |           |         |
| 01 novembre 1830                       | 28 août 1831                           | Magloire Bouvier            |           |         |
| 28 août 1831                           | 1856                                   | M. Boudin                   |           |         |
| 1856                                   | 04 mai 1862                            | M. Salmon                   |           |         |
| 04 mai 1862                            | 04 septembre 1865                      | Jean-Baptiste Moreau        |           |         |
| 04 septembre 1865                      | 14 mai 1871                            | Lazare Moujon               |           |         |
| 14 mai 1871                            | 04 septembre 1875                      | M. Frontier                 |           |         |
| 04 septembre 1875                      | 08 octobre 1876                        | Edouard Billaud             |           |         |
| 08 octobre 1876                        | 17 avril 1888                          | Philippe Camelin            |           |         |
| 17 avril 1888                          | 15 mai 1888                            | Léon Madgelenat             |           |         |
| 15 mai 1888                            | 12 avril 1896                          | M. de La Loge d'Ausson      |           |         |
| 12 avril 1886                          | 14 septembre 1913                      | Léon Magdelenat             |           |         |
| 14 septembre 1913                      | 17 mai 1925                            | Auguste Guimard             |           |         |
| 17 mai 1925                            | 20 mai 1937                            | Ulysse Gaudot               |           |         |
| 20 mai 1937                            | 11 mai 1941                            | Elie Raveau                 |           |         |
| 11 mai 1941                            | 18 mai 1945                            | André Picq                  |           |         |
| 18 mai 1945                            | 06 décembre 1951                       | Roger Savy                  |           |         |
| 06 décembre 1951                       | 27 avril 1952                          | Raymond Millereau           |           |         |
| 27 avril 1952                          | 27 mars 1971                           | André Picq                  |           |         |
| 27 mars 1971                           | 27 août 1978                           | Mireille Genies             |           |         |
| 27 août 1978                           | 05 janvier 1993                        | Alfred Naudin               |           |         |
| 05 janvier 1993                        | 24 juin 1995                           | Jean Bedouet                |           |         |
| mars 2001                              | mars 2008                              | Charles-Emile Siouffi       |           |         |
| mars 2008                              | En cours                               | Bruno Jurien de La Gravière |           |         |

| Candidats                           | Voix | % Inscrits | % Exprimés | Élu |
| ----------------------------------- | ---- | ---------- | ---------- | --- |
| Arnaud Fleury                       | 80   | 51.61      | 93.02      | Oui |
| Franck Thevenot                     | 79   | 50.96      | 91.86      | Oui |
| Gabrielle Jeangerard                | 78   | 50.32      | 90.69      | Oui |
| Bertrand Du Passage                 | 77   | 49.67      | 89.53      | Oui |
| Renée Ivon                          | 76   | 49.03      | 88.37      | Oui |
| Bruno Massias Jurien de La Graviere | 72   | 46.45      | 83.72      | Oui |
| Jessica Beauchaud                   | 71   | 45.80      | 82.55      | Oui |
| Jeannine Delvoye                    | 70   | 45.16      | 81.39      | Oui |
| Soïzic Richard                      | 70   | 45.16      | 81.39      | Oui |
| Philippe Picq                       | 67   | 43.22      | 77.90      | Oui |
| Loïc Sautreau                       | 64   | 41.29      | 74.41      | Oui |

Il y a cinq femmes et six hommes pour onze sièges, soit 45,55 % de femmes et 55,55 % d'hommes au sein du conseil municipal.

### Tendances politiques
Les électeurs de Merry-sur-Yonne votent plutôt à droite, voire à l'extrême-droite, au moins depuis 2002. Ainsi, dans la commune, Nicolas Sarkozy arrive en tête des élections présidentielles de 2007 (29,49 % au premier tour, 58,70 % au second tour) et de 2012 au premier tour (22,76 %). De même, la droite remporte les élections législatives de 2002 et 2007, les élections européennes de 2009 et les élections départementales de 2015. Le Front national, quant à lui, arrive en tête du premier tour de l'élection présidentielle de 2002 (20,98 %) avant d'être battu par le candidat de la droite modérée au second tour. La liste Front National conduite par Florian Philippot arrive également en tête des suffrages lors des élections européennes de 2014 (22,77 %).
Cependant, les Mérédiciens peuvent voter ponctuellement à gauche. Par exemple, lors du second tour de l'élection présidentielle de 2012, François Hollande recueille 53,15 % des suffrages dans la commune. De même, lors des élections législatives qui ont suivi, le candidat de la gauche bat d'une voix le candidat de la droite.

## Démographie
L'évolution du nombre d'habitants est connue à travers les recensements de la population effectués dans la commune depuis 1793. Pour les communes de moins de 10 000 habitants, une enquête de recensement portant sur toute la population est réalisée tous les cinq ans, les populations de référence des années intermédiaires étant quant à elles estimées par interpolation ou extrapolation. Pour la commune, le premier recensement exhaustif entrant dans le cadre du nouveau dispositif a été réalisé en 2006.

En 2022, la commune comptait 189 habitants, en évolution de −6,44 % par rapport à 2016 (Yonne : −1,95 %, France hors Mayotte : +2,11 %).
| 1793 | 1800 | 1806 | 1821 | 1831 | 1836 | 1841 | 1846 | 1851 |
| ---- | ---- | ---- | ---- | ---- | ---- | ---- | ---- | ---- |
| 579  | 524  | 483  | 553  | 543  | 557  | 601  | 600  | 636  |

| 1856 | 1861 | 1866 | 1872 | 1876 | 1881 | 1886 | 1891 | 1896 |
| ---- | ---- | ---- | ---- | ---- | ---- | ---- | ---- | ---- |
| 645  | 643  | 652  | 593  | 562  | 524  | 501  | 471  | 420  |

| 1901 | 1906 | 1911 | 1921 | 1926 | 1931 | 1936 | 1946 | 1954 |
| ---- | ---- | ---- | ---- | ---- | ---- | ---- | ---- | ---- |
| 412  | 432  | 379  | 294  | 333  | 290  | 293  | 266  | 260  |

| 1962 | 1968 | 1975 | 1982 | 1990 | 1999 | 2006 | 2011 | 2016 |
| ---- | ---- | ---- | ---- | ---- | ---- | ---- | ---- | ---- |
| 246  | 227  | 210  | 227  | 211  | 181  | 216  | 213  | 202  |

| 2021 | 2022 | - | - | - | - | - | - | - |
| ---- | ---- | - | - | - | - | - | - | - |
| 191  | 189  | - | - | - | - | - | - | - |

En 2006, Merry-sur-Yonne comptait 55,6 % d'hommes pour 44,4 % de femmes. Parmi la population, il y avait 25,4 % de célibataires, 64,9 % de personnes mariées, 2,7 % de personnes divorcées et 7 % de veuves et de veufs.
Cette même année, le taux d'activité était de 67,5 %, le taux de chômage de 7,8 %, et les retraités et pré-retraités représentaient 41,2 % de la population.

## Culture locale et patrimoine

### Lieux et monuments
- Église Saint-Denis de Merry-sur-Yonne, autrefois appelée église Saint-Augustin[14].

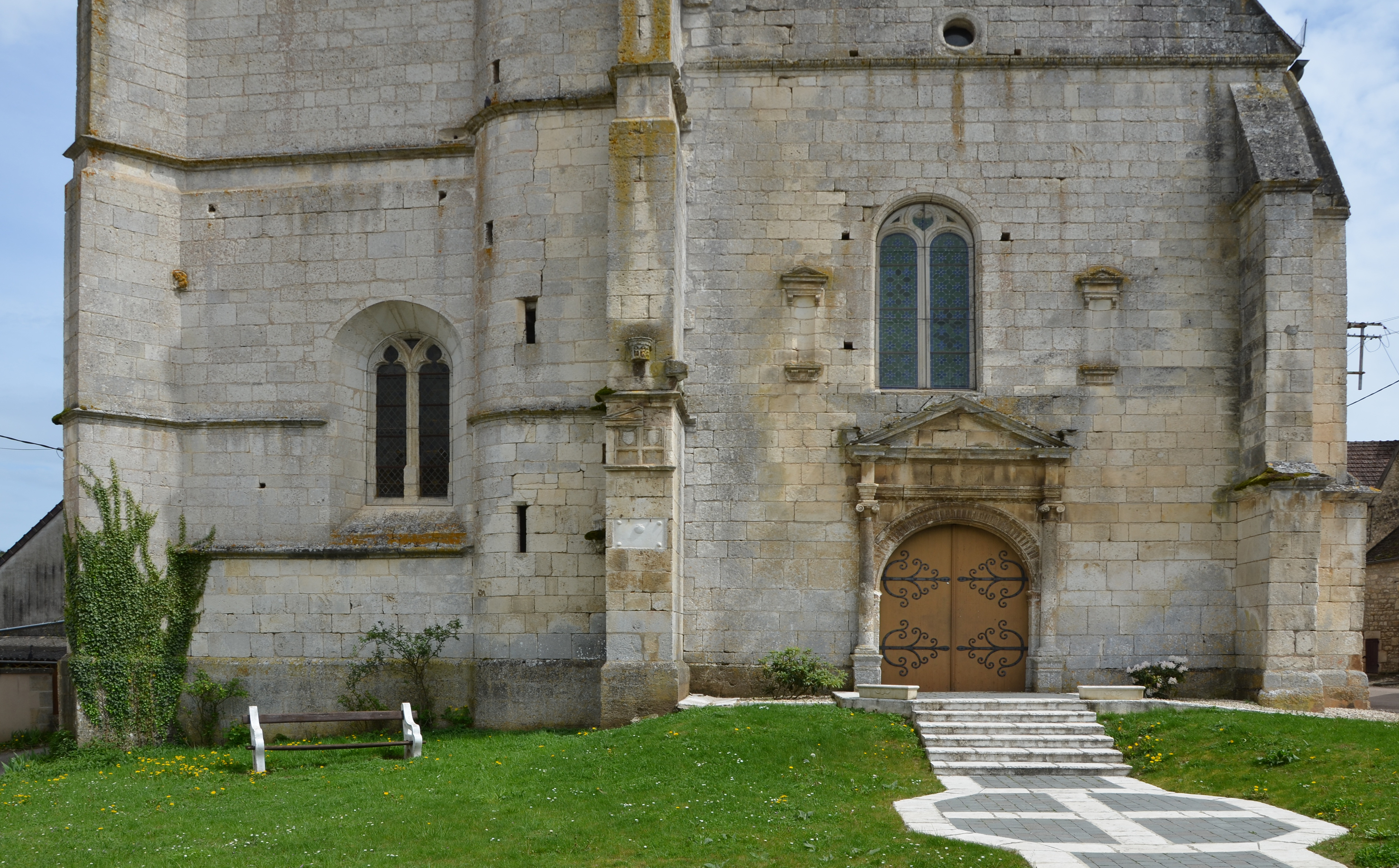
Église Saint-Denis, d'architecture romane
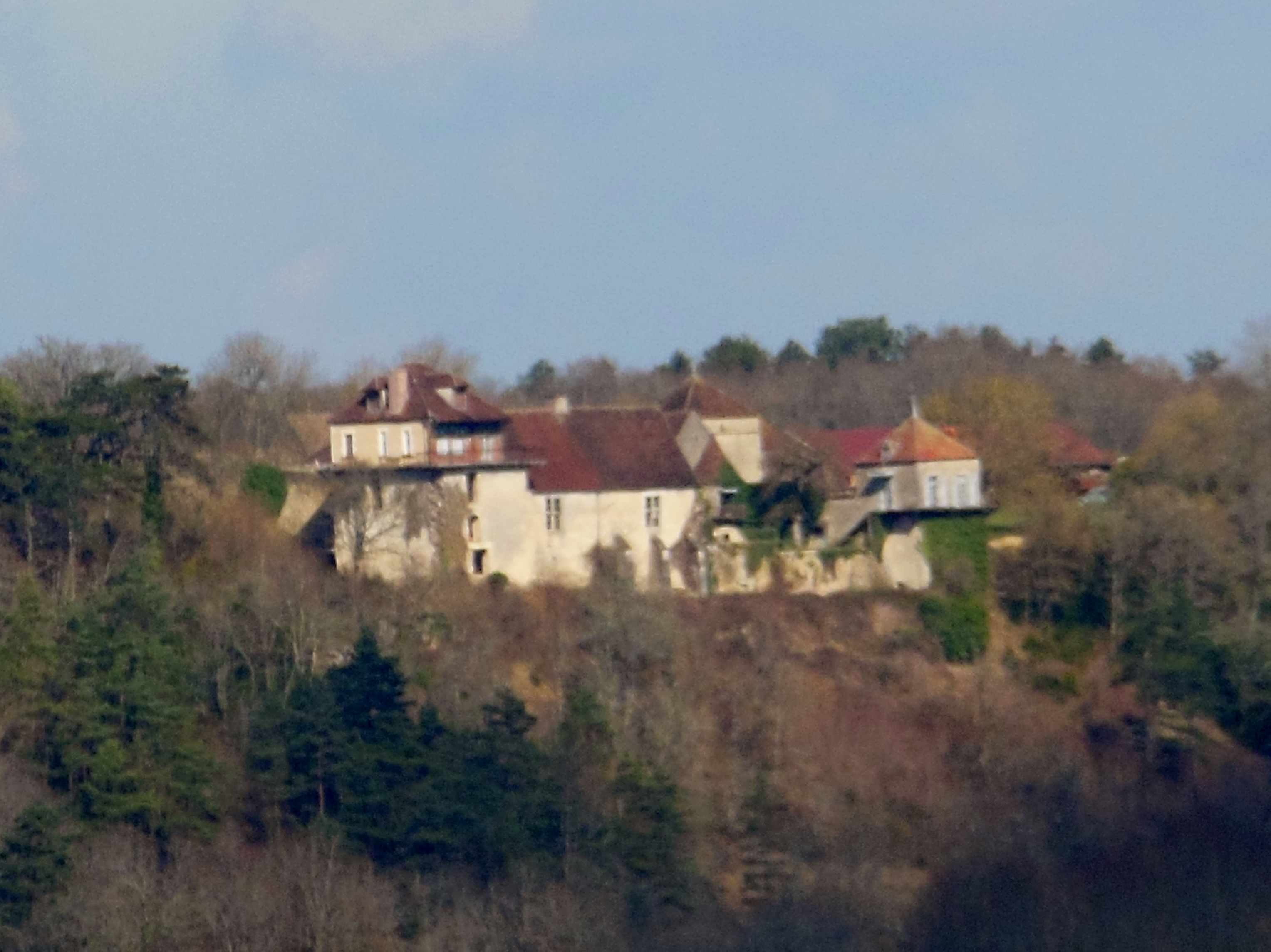
Château de La Tour
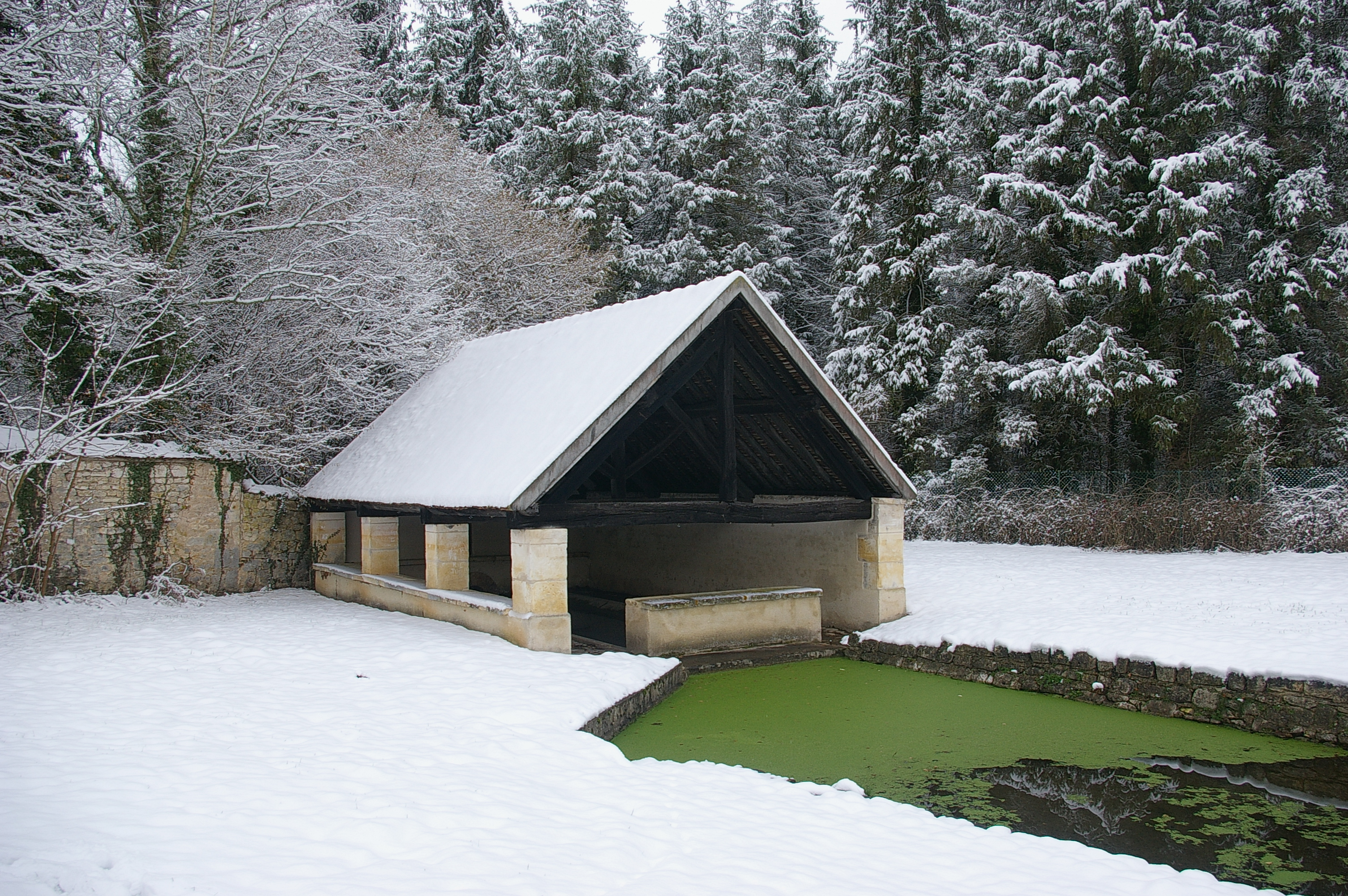
Lavoir sous la neige
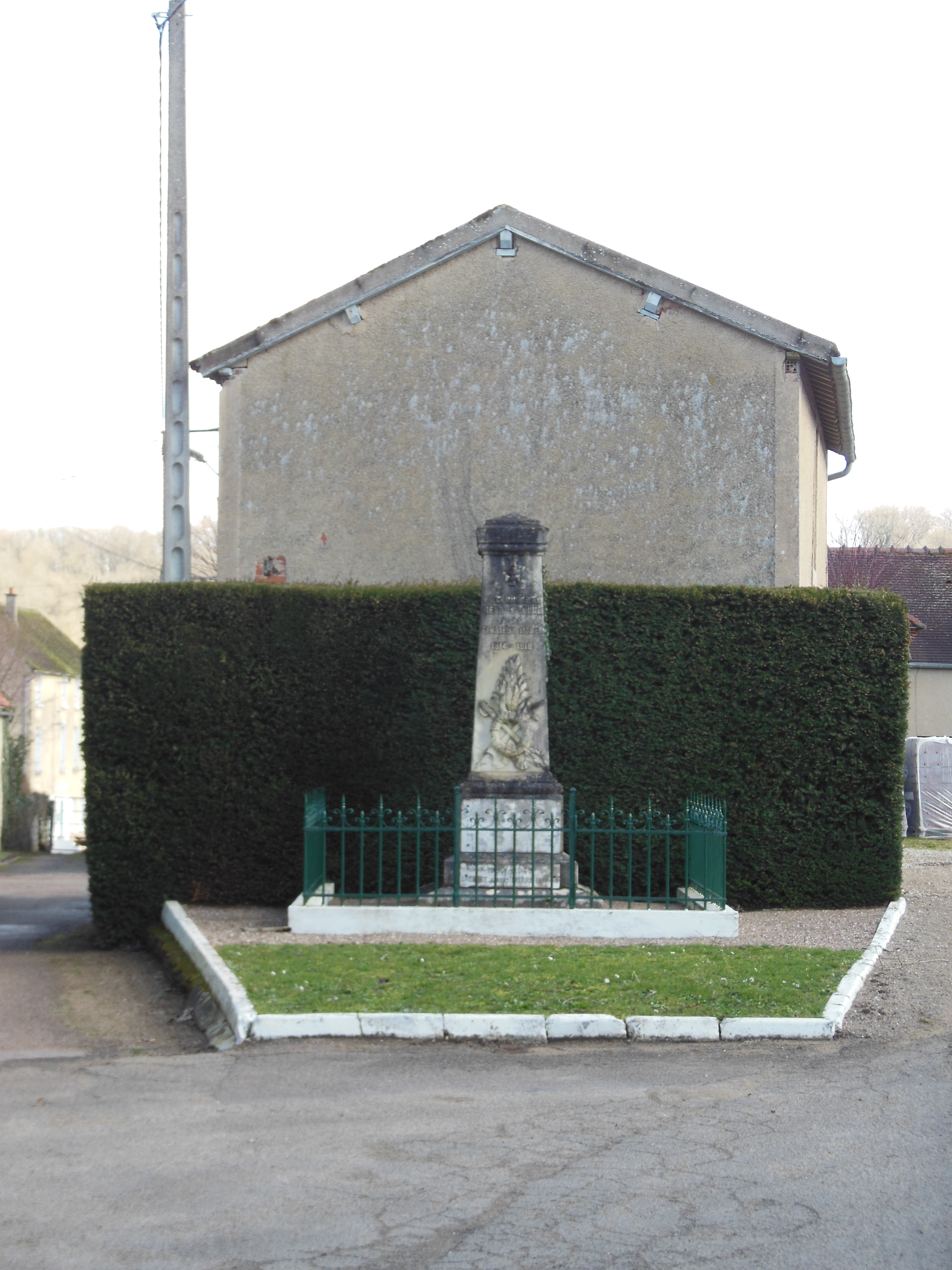
Monument aux morts
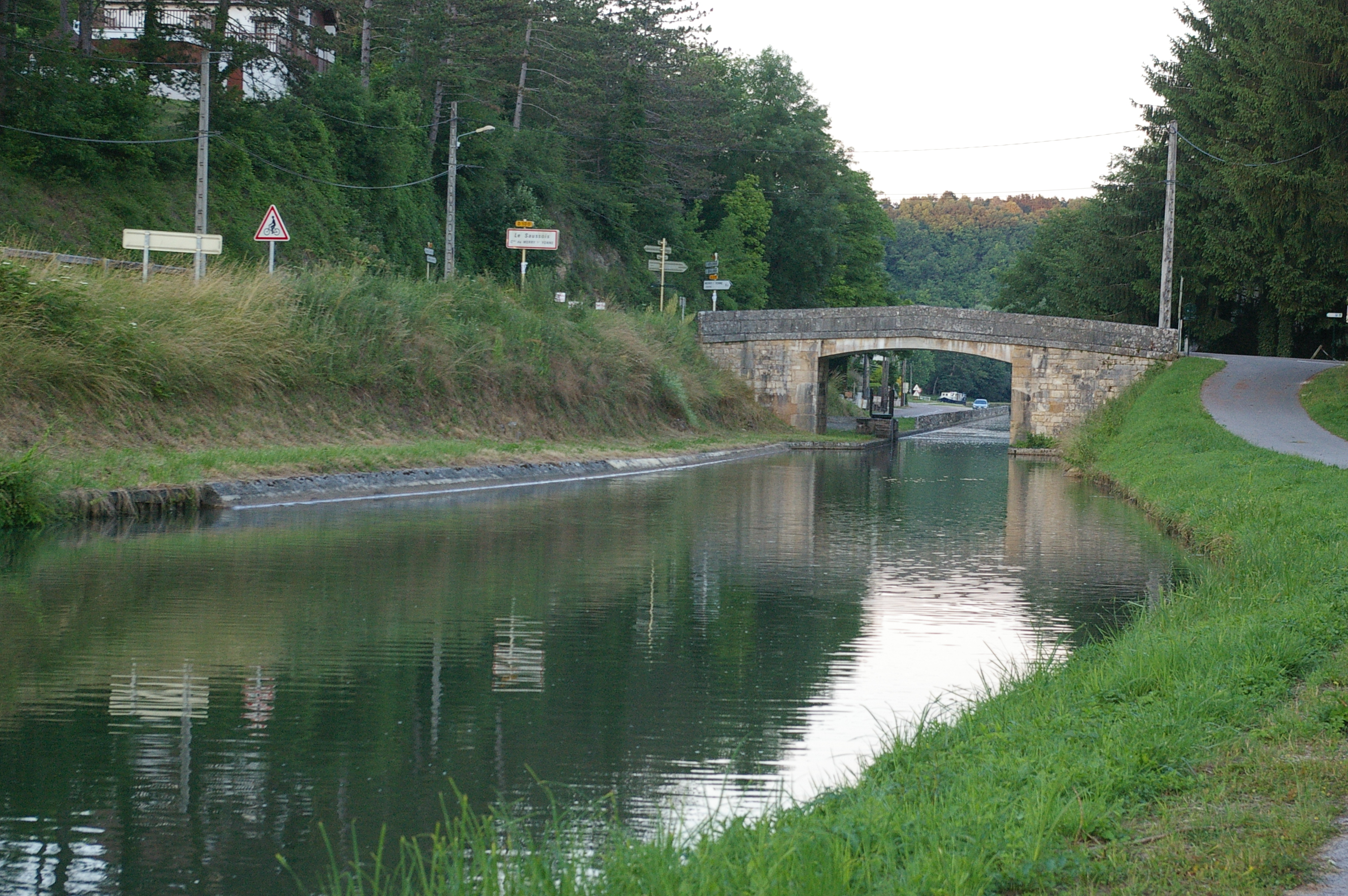
Pont de la D217 sur le canal du Nivernais au nord de Merry, entre la D100 à gauche et l'Yonne (hors photo) à droite
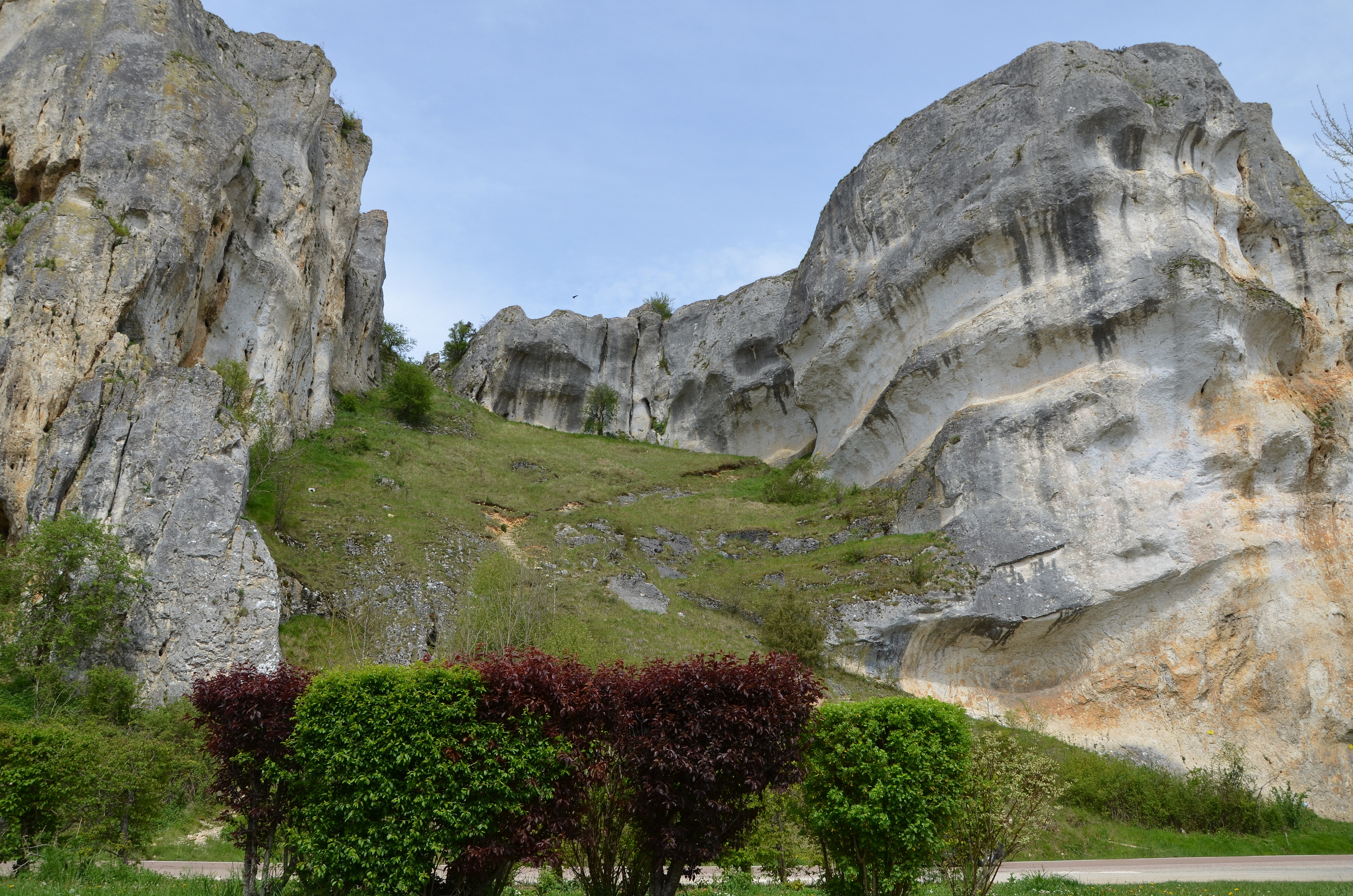
Les rochers du Saussois

### Personnalités liées à la commune
- Luc Grimaud, dit "Grimo", sculpteur sur métaux, cinéaste tv, ancien président de l'association Mouv'Art[27] et président du collectif A.B.I.
- Bruno Jurien de La Gravière, maire du village et président de la 1re chambre du tribunal de commerce d'Auxerre.

## Merry-sur-Yonne dans les arts
- Le peintre nivernais Rex Barrat est l'auteur d'une huile sur toile intitulée Paysage de neige à Merry-sur-Yonne, visible au musée Auguste-Grasset de Varzy dans la Nièvre.

- Le film Rabbi Jacob réalisé par Gérard Oury et mettant Louis de Funès et Henri Guybet en vedette a été tourné en partie à Merry-sur-Yonne (scènes du lac).